# Eugen Șerbănescu

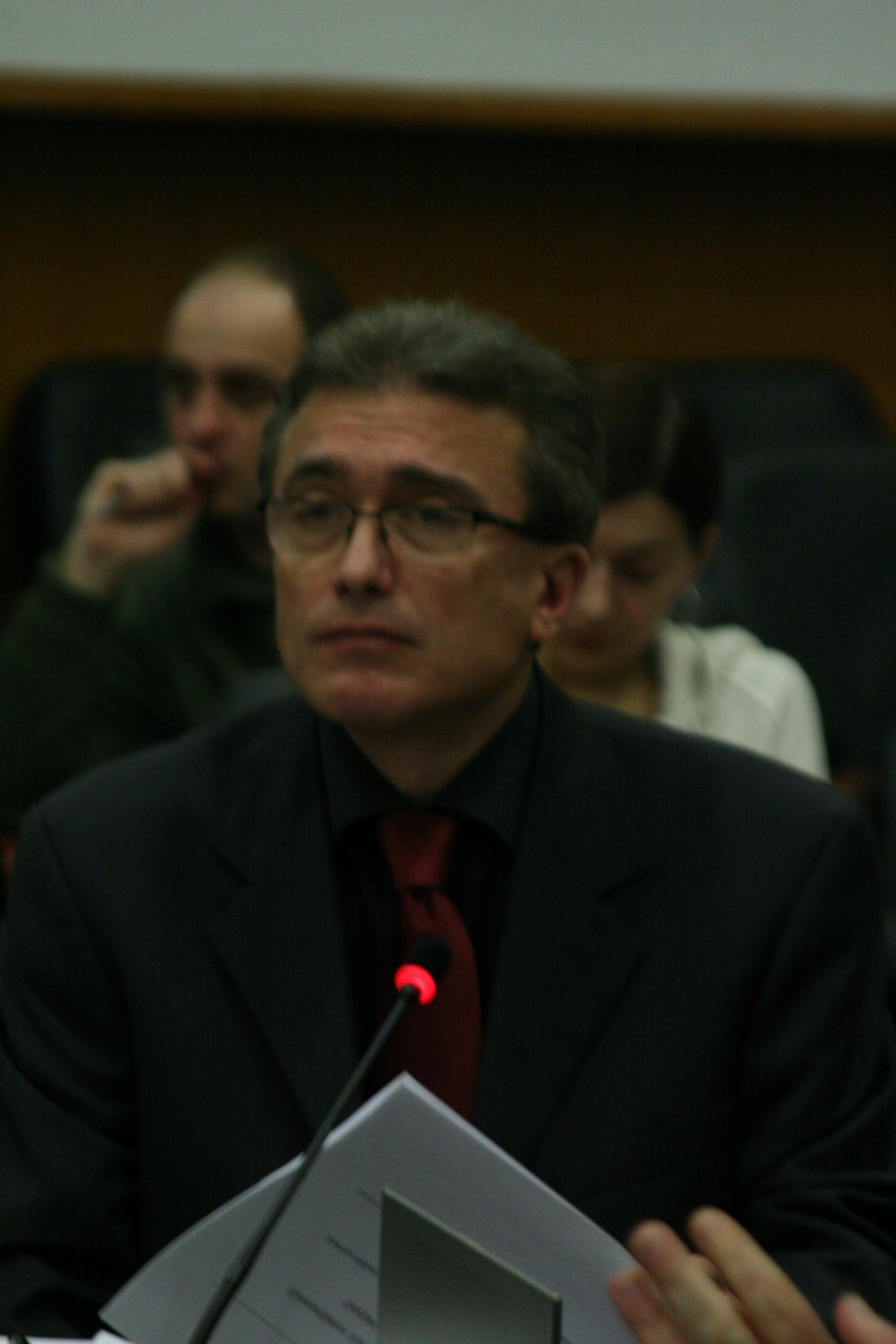
Eugen Șerbănescu, în martie 2008

Eugen Șerbănescu (n. 27 august 1952, Giurgiu) este un dramaturg român. Începând din octombrie 2006 este directorul Centrului Național al Cinematografiei.
Între anii 1989 și 1996 a scris articole în România Liberă, unde a ajuns în funcția de redactor-șef adjunct în 1994. În perioada 1996-1998 a fost secretar de stat și [[purtător de cuvânt[[ al guvernului în Guvernul Victor Ciorbea, iar între 1998 și 2002 a fost consul general la New York și Los Angeles.
Este membru al Uniunii Scriitorilor din România, obținând mai multe premii literare pentru dramaturgie, comedie și beletristică.

## Filmografie

### Scenarist
- Dincolo de America (2008)